# Hedonismens paradox
Hedonismens paradox, även kallat njutningens paradox, är observationen inom etiken, att lycka och njutning är konstiga fenomen som inte lyder vanliga principer. Detta fördes för första gången fram av filosofen Henry Sidgwick i The Methods of Ethics. Paradoxen med hedonism är att njutning aldrig kan förvärvas direkt, endast indirekt.

## Exempel
Anta att Erik tycker om att samla på frimärken. Det är antagligen inte så att han tänker "Åh så jobbigt, nu måste jag samla på frimärken så att jag kan få lite njutning". Samlandet är inte bara ett medel till njutning. Han tycker om att samla på frimärken.
Denna paradox skruvas ofta baklänges för att illustrera att njutning och lycka inte kan arrangeras åt motsatt håll. Om du exempelvis fick höra talas om att frimärkessamlande var mycket njutbart, och började på en frimärkssamling som ett medel till lycka, så skulle detta oundvikligen vara till ingen nytta. För att uppnå lyckan kan man inte söka den direkt, man måste motivera sig själv för saker som inte är relaterade till lycka, som exempelvis frimärkssamlande. Vi misslyckas med att uppnå njutningsupplevelser om vi medvetet söker dem på det viset.
John Stuart Mill, en utilitaristik filosof, noterade detta i sin självbiografi (fritt översatt):
"Nu var jag emellertid av den uppfattningen att detta mål [ens lycka] endast kunde uppnås genom att inte göra det till det direkta målet. Endast de (tänkte jag) som fokuserar på andra ting än sin egen lycka, är lyckliga [...] Genom att således sikta på någonting annat, finner de lyckan på vägen [...] Fråga dig själv huruvida du är lycklig, och du upphör att vara det." (s. 94)
"But I now thought that this end [one's happiness] was only to be attained by not making it the direct end. Those only are happy (I thought) who have their minds fixed on some object other than their own happiness[....] Aiming thus at something else, they find happiness along the way[....] Ask yourself whether you are happy, and you cease to be so." (p. 94)

## Möjliga förklaringar
Lycka förväxlas ofta med njutning, trots att likställandet av dessa två begrepp ofta har ifrågasatts. Om, av bra eller dåliga skäl, någon likställer lycka med njutning så uppstår hedonismens paradox. När man endast inriktar sig på lyckan så frustreras ens mål. Sidgwick kommenterar denna frustration efter en diskussion om självkärlek i det ovannämnda verket (fritt översatt nedan):
"Jag bör emellertid inte från detta dra slutsatsen att sökandet efter njutning nödvändigtvis är självförgörande och fruktlöst; utan endast att principen om egoistisk hedonism i praktiken begränsar sig själv, när den tillämpas med tillbörlig kunskap om den mänskliga naturens lagar; med andra ord, att en rationell metod för att nå målet vilket det strävar efter, kräver att vi till viss grad avlägsnar det från synhåll och inte direkt siktar mot det." (s. 3)
Det är möjligt att även Aristoteles noterade det paradoxala med jakten på njutning, men inte lika klart som Sidgwick. Människor är skådespelare vars strävanden får konsekvenser, och bland dessa finns njutning. Aristoteles argumenter som följer (fritt översatt):
"Hur kan det då vara så att ingen ständigt njuter? Är det så att vi tröttnar? Det är med all säkerhet så att ingen mänsklig varelse är kapabel till en kontinuerlig aktivitet. Därför är inte heller njutning kontinuerlig; ty den följer aktivitet." (s. 1099)
Aristoteles kan här tolkas som att han noterar att själen är villig [att söka njutning), men att köttet är svagt (vad gäller att uppnå njutning]. Detta är måhända roten till vad som orsakar paradoxen. Förr eller senare kommer ändliga varelser att vara oförmögna att skaffa och utöka de nödvändiga krafterna som krävs för att upprätthålla sitt enda mål av njutning; de finner sig följaktligen vara olyckliga. David Pearce hävdar å andra sidan i The Hedonistic Imperative att människor i framtiden kan använda genetisk manipulation, nanoteknologi och neurovetenskap för att eliminera allt lidande i livet.

## Hedonistisk kritik
En hedonist kan förneka att hedonismens paradox verkligen är en paradox. Han eller hon kan hävda att förskjutandet av njutning (i den meningen att man inte söker njutning) i det långa loppet kan framkalla känslor av alienation, trötthet och långtråkighet. Vad värre är, om man förlorar sitt jobb eller någon av ens personliga förhållanden upplöses så kan en djupgående desillusionering äga rum, och den kanske väldigt långa tiden som nedlagts på detta ses som ett slöseri. Detta är anledningen till att hedonister föreslår att man ska söka lycka i varje ögonblick.
Denna synpunkt kan dock också kritiseras. Frågan som paradoxen med hedonismen belyser är "Hur söker man lycka?" Medan hedonisten kan söka efter handlingar som ger upphov till njutning så har lyckliga, tillfredsställda människor observerats som känner njutning i sina dagliga rutiner. Så ett möjligt svar som tycks upplösa paradoxen är att istället för att söka njutningsfyllda handlingar, så bör man söka njutning i sina egna handlingar.